# Knut Großmann

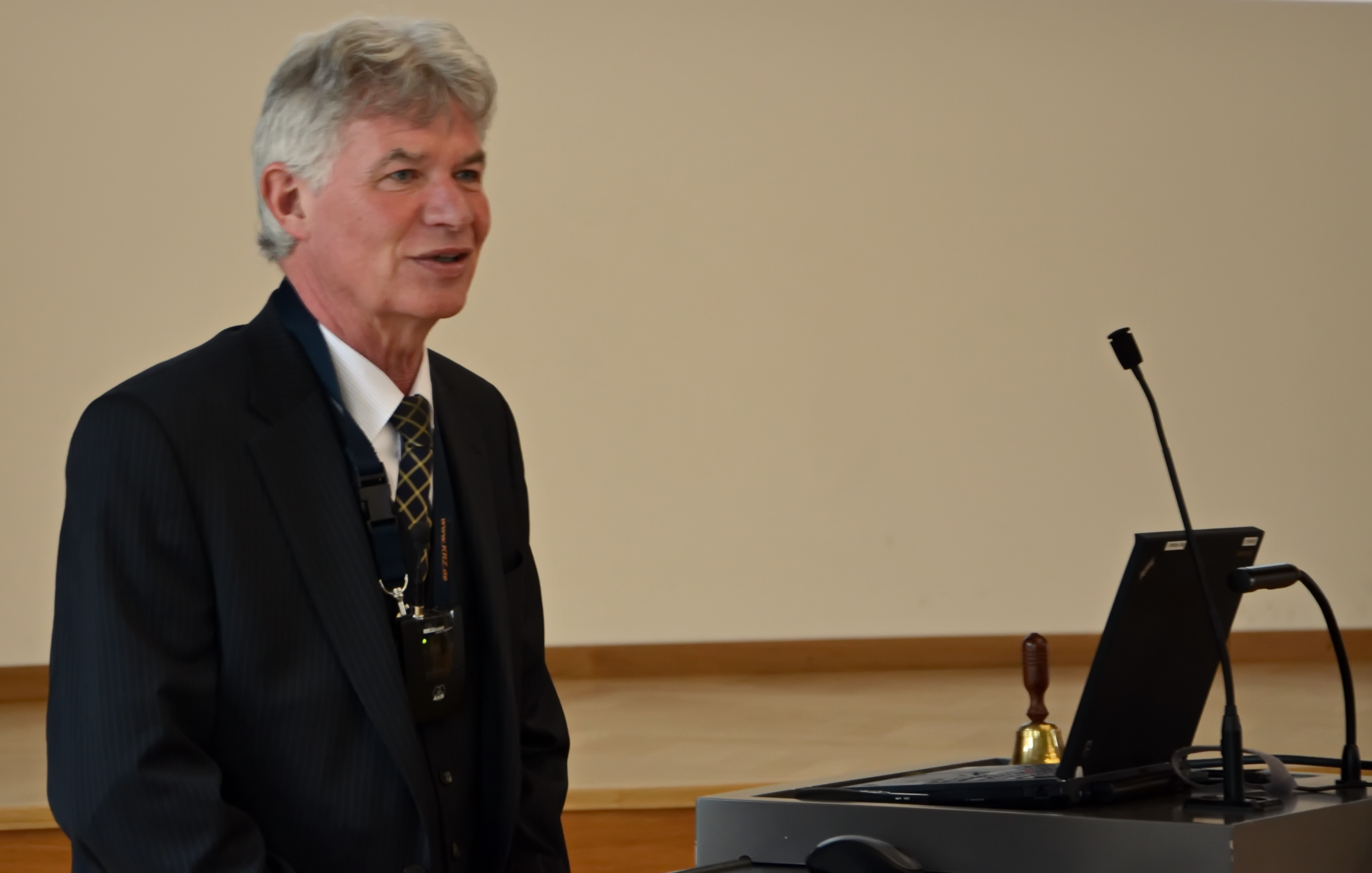
Knut Großmann 2013

Knut Großmann (* 9. Januar 1949 in Ottendorf-Okrilla; † 16. Januar 2016 in Dresden) war ein deutscher Ingenieur und Hochschullehrer.

## Leben
Nach Abitur und Facharbeiterabschluss als Dreher beim VEB Elektromat Dresden nahm Knut Großmann 1967 ein Maschinenbaustudium an der Technischen Universität Dresden auf und schloss dieses 1971 mit einem Diplom ab. Danach begann er in Dresden ein Forschungsstudium am Institut für Werkzeugmaschinen und war dort von 1974 bis 1978 wissenschaftlicher Assistent. 1976 promovierte er zum Dr.-Ing. mit dem Thema „Ein Beitrag zur Modellfindung und -berechnung für die dynamische Analyse von Werkzeugmaschinen-Strukturen“.
1978 bis 1990 war Knut Großmann als wissenschaftlicher Mitarbeiter und Sachgebietsleiter für Forschung und Entwicklung bei VEB Mikromat Dresden tätig. 1990 war er Mitbegründer der ITI Gesellschaft für ingenieurtechnische Informationsverarbeitung mbH Dresden und bis 2000 deren Geschäftsführer.
Zum Thema „Dynamische Verhaltensanalyse an spanenden Werkzeugmaschinen“ habilitierte er 1991 an der TU Dresden.
Knut Großmann wurde 1994 zum Professor für Werkzeugmaschinenentwicklung berufen und leitete von 1994 bis 2014 als Direktor das Institut für Werkzeugmaschinen und Steuerungstechnik der TU Dresden. Von 2011 bis 2014 war er zudem Sprecher des DFG-Sonderforschungsbereiches/Transregio 96 „Thermo-energetische Gestaltung von Werkzeugmaschinen“. Großmann war Mitglied der Wissenschaftlichen Gesellschaft für Produktionstechnik und als Gutachter für die Deutsche Forschungsgemeinschaft und die Arbeitsgemeinschaft industrieller Forschungsvereinigungen „Otto von Guericke“ tätig.
Großmann verstarb am 16. Januar 2016 im Alter von 67 Jahren in Dresden.

## Publikationen (Auswahl)
- Ein Beitrag zur Modellfindung und -berechnung für die dynamische Analyse von Werkzeugmaschinen-Strukturen. Dissertation. TU Dresden, Dresden 1976.
- Dynamische Verhaltensanalyse an spanenden Werkzeugmaschinen. Habilitation. TU Dresden, Dresden 1991.
- Realität im Virtuellen: Systemsimulation in technischen Anwendungen. Institut für Werkzeugmaschinen und Steuerungstechnik, Dresden 1998.
- Instationäres thermoelastisches Verhalten von Vorschubachsen mit bewegtem Wälzkontakt. zusammen mit Günter Jungnickel. Institut für Werkzeugmaschinen und Steuerungstechnik, Dresden 2003, ISBN 3-86005-381-7.
- Adaptiv geregeltes Fräsen auf einem Hexapoden. zusammen mit Andreas Mühl. Institut für Werkzeugmaschinen und Steuerungstechnik, Dresden 2003, ISBN 3-86005-381-7.
- Prozessgerechte Bewertung des thermischen Verhaltens von Werkzeugmaschinen. zusammen mit Günter Jungnickel. Institut für Werkzeugmaschinen und Steuerungstechnik, Dresden 2006, ISBN 3-86005-547-X.
- Thermische Modellierung von Prozesseinflüssen an spanenden Werkzeugmaschinen. zusammen mit Günter Jungnickel. Institut für Werkzeugmaschinen und Steuerungstechnik, Dresden 2008, ISBN 978-3-86780-089-1.
- Simulation von Ziehkisseneinflüssen im FEM-Prozessmodell. Europäische Forschungsgesellschaft für Blechverarbeitung, Hannover 2011, ISBN 978-3-86776-373-8.
- 3D-Bauteile aus Blech und Textil durch umformende Verbundherstellung. Europäische Forschungsgesellschaft für Blechverarbeitung, Hannover 2013, ISBN 978-3-86776-426-1.